# Cratere Sindbad
Sindbad è un cratere sulla superficie di Encelado.